# Daniel Ricciardo
Daniel Joseph Ricciardo (Perth, Austràlia, 1 de juliol de 1989) és un pilot de curses automobilístiques australià, actualment pilot d'Alpha Tauri en el campionat de F1. Va entrar en aquest certamen com a pilot de proves de l'escuderia Toro Rosso, amb la qual va debutar l'any 2011. Llavors es va incorporar a l'equip Red Bull (2014) ocupant el volant de Mark Webber, i en el 2018 va signar per Renault F1 per dos anys en el lloc de Carlos Sainz. I al maig de 2020, es van anunciar els fitxatges de Ricciardo per a McLaren, substituint (per 2a vegada) a Carlos Sainz, que fitxava per a la Scuderia Ferrari, substituint a Sebastian Vettel. A finals de 2022, McLaren decideix no renovar el contracte amb Ricciardo, deixant al pilot sense seient per a la temporada 2023, que torna a Red Bull com a 3r pilot.
Va guanyar el campionat britànic de Fórmula 3 l'any 2009.

## Orígens
Ricciardo va néixer a Perth (Austràlia), fill de Grace and Giuseppe "Joe" Ricciardo, ambdós d'ascendència italiana. El seu pare va néixer a Ficarra però la seva família es va traslladar a Austràlia quan ell tenia set anys, mentre que la seva mare va néixer a Austràlia però els seus pares provenien de Calàbria. Té una germana anomenada Michelle. El seu pare fou una figura important dins la indústria minera de l'oest d'Austràlia després de fundar GR Engineering i JR Engineering. També és col·leccionista de cotxes i ha participat en diversos campionats automobilístics australians.
Ricciardo pronuncia el seu cognom "Ricardo" enlloc de la pronunciació italiana "Rit-char-do", tal com ha sentit sempre en la seva família. En la part posterior del casc porta la imatge d'un teixó recordant el sobrenom que li van posar de petit.

## Carrera
Ricciardo va començar al karting a l'edat de nou anys. El 2005, introduïa el campionat de Formula Ford australià que conduint un Van Diemen de 15 anys, acabant vuitè al final de la temporada. Al final de la temporada Ricciardo participa en una carrera a Sandown Raceway en el campionat nacional de la Fórmula Ford, però va obtenir resultats poc interessants també per l'edat del cotxe (13 anys).
L'any següent guanyava una beca al campionat de BMW amb Eurasia Motorsport. A la seva temporada de debut, Ricciardo obtenia dues victòries (els dos a BIRA) i també aconseguia una pole position a Zhuhai. Va acabar tercer al campionat de conductors amb 231 punts, 59 punts darrere del campió Earl Bamber.
A l'agost d'aquest any va poder córrer una cursa (la vuitena prova del campionat britànic) amb Motaworld Racing amb un dels seus cotxes de Fórmula BMW. Malgrat retirar-se de la primera cursa, Ricciardo es recuperava per acabar vuitè a la segona cursa i obtenia tres punts pel campionat a la seva única participació en el campionat britànic. A final d'any, disputava a la cursa final de la Fórmula BMW amb un Fortec Motorsport on acabava en cinquena posició, a catorze segons del guanyador Vietoris Cristià.

### Formula Renault
L'any 2007 va competir a les categories australianes de Formula Renault amb RP Motorsport, que introduïa els campionats europeus i italians de la categoria. Va acabar el setè de l'any en la sèrie italiana amb 196 punts i marcant un únic pòdium a València.
L'australià continuava a la Formula Renault per un segon any el 2008, disputant els campionats europeus. Al final de l'any, el jove conductor aconseguia el seu primer títol europeu a la Copa d'Europa Occidental i acabava segon al campionat europeu darrere el finlandès Valtteri Bottas.

### Fórmula Tres
Ja passada l'equador de la temporada 2008, Ricciardo feia el seu debut a la Fórmula 3 al Circuit de Nürburgring, on va ingressar a l'equip de SG Fórmula's. Malgrat la seva inexperiència al volant del cotxe l'australià es classificava en vuitè lloc a la primera qualificació de cursa i va finalitzar en sisè lloc a la cursa. Ricciardo passava al campionat britànic de la F3 per a la temporada 2009 amb l'equip Carlin Motorsport. També feia el seu debut en el campionat de World Series by Renault de 3.5 litres. Es retirava a la primera cursa, abans d'acabar quinzè a la segona. Quan retornava a la Fórmula Tres, estenia el seu campionat aconseguint 45 punts abans de retornar al circuit portuguès. Una victòria i un tercer lloc amb els cotxes britànics, li donaven un avantatge de 64 punts sobre Renger Van Der Zande amb només 42 de disponibles. Això significava que Ricciardo fos al primer conductor australià des de David Brabham (any 1989) que guanyava el títol de F3 britànic. Ricciardo acabava la temporada ent les dues posicions de pole per la ronda final de la sèrie, al Circuit de Brands Hatch. Ell guanyava la primera cursa per quinze segons, i acabava quarta la cursa de final de temporada.

### Formula Renault 3.5 Series
El 30 d'octubre de 2009, Ricciardo signava per Tech 1 per competir a la temporada 2010.
La temporada 2011 Ricciardo estava corrent per a Isr Racing. fins que va fer el seu debut a la F1.

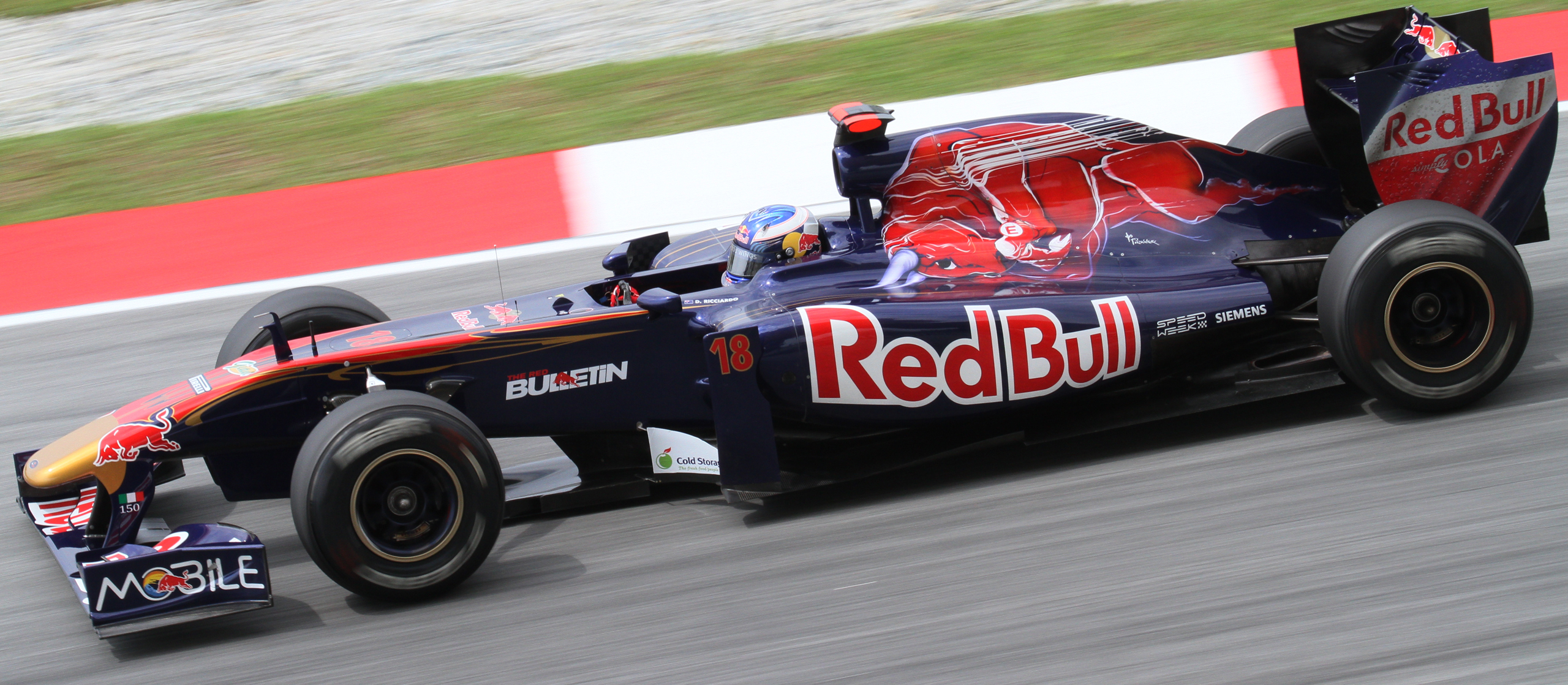
Ricciardo com tercer pilot de Toro Rosso al Malàisia'11.

### Fórmula 1
Ricciardo feia el seu debut a Fórmula 1, quan provava per Red Bull Racing a la prova de joves conductors al Circuit de Jerez durant tres dies, (1-3 desembre del 2009). L'últim dia de proves registrava el temps més ràpid de la prova. Això el col·locava com l'únic conductor per entrar al parèntesi d'1:17. Cristian Horner director de l'equip Red Bull suggereix que Ricciardo reemplaci el seu company d'equip de Hartley com a conductor de prova i reserva de l'equip.
El 30 de juny del 2011, Ricciardo signava per a Hispania Racing, reemplaçant Narain Karthikeyan per a totes les curses restants de la temporada 2011 excepte a l'Índia, per permetre a Karthikeyan córrer a casa seva el Gran Premi. Finalment però, va poder disputar també aquesta cursa.

#### Toro Rosso (2012-2013)
El desembre de 2011 fou confirmat com a pilots de l'Scuderia Toro Rosso per la temporada següent junt al francès Jean-Éric Vergne. Ja en el primer gran premi a Austràlia va guanyar els primers punts de la seva carrera després de superar el seu company en la darrera volta. Va renovar amb l'equip novament al costat de Vergne, i el va tornar a superar en el campionat després de sumar 20 punts i acabar 13è classificat en el campionat. Aquests resultats li van permetre ascendir a l'equip principal, Red Bull Racing, quan el seu compatriota Mark Webber es va retirar al final de la temporada 2013.

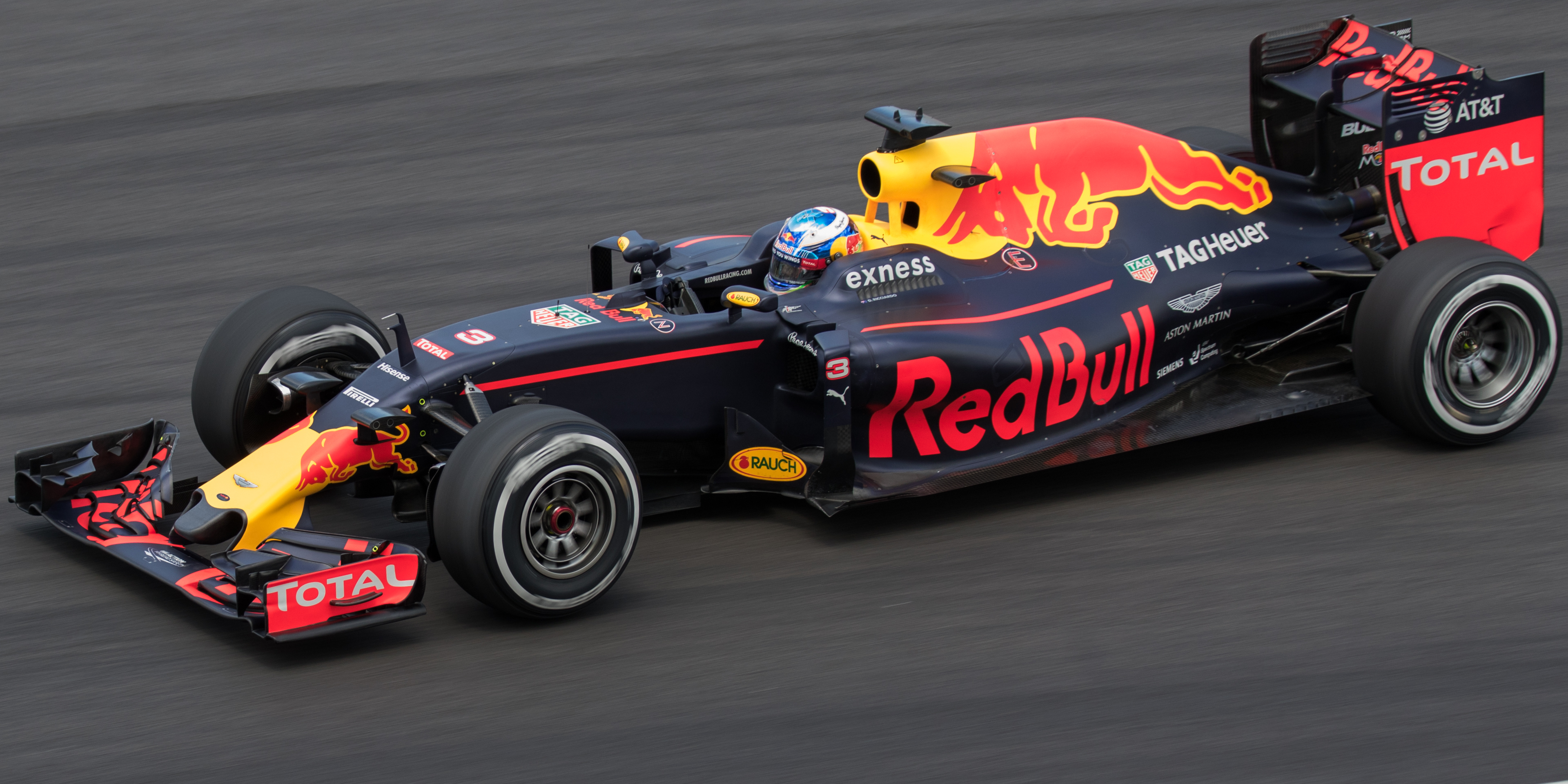
Ricciardo amb a Red Bull el Malàisia'16.

#### Red Bull Racing (2014-2018)
En la temporada 2014 estava al volant d'un cotxe guanyador al costat de Sebastian Vettel, quatre vegades campió del món. En la primera cursa de l'any a Austràlia va acabar en segona posició però va ser desqualificat posteriorment. En el Gran Premi del Canadà va guanyar la primera cursa del seu palmarès, esdevenint el quart pilot australià en guanyar una cursa de F1, després de Jack Brabham, Alan Jones i Webber. Llavors va guanyar dues curses consecutives a Hongria i Bèlgica. Va acabar la temporada per davant del seu company i defensor del títol, sorprenent al públic i premsa internacional, i de fet, fou l'únic pilot fora de l'escuderia Mercedes que va aconseguir guanyar una cursa durant el campionat. Va acabar l'any en tercer lloc per darrere dels dos Mercedes i a molta distància del seu company Vettel, que va abandonar l'equip en finalitzar l'any. Aquests resultats li van permetre ser guardonat amb el premi Laureus World Sports Award for Breakthrough of the Year a l'esportista revelació del 2014.
El rendiment del cotxe, amb motor Renault, va ser molt decebedor durant tota la temporada 2015, en la qual només va ser capaç de pujar al podi en dues ocasions, un tercer lloc a Hongria i un segon a Singapur. Només va sumar 92 punts i en la vuitena posició de la classificació, tres punts menys que el seu nou company Daniïl Kviat.
L'any 2016 va ser més positiu per l'escuderia, ja que el cotxe va ser molt més competitiu. El cotxe va anar millorant progressivament, inicialment va acabar en la quarta posició en moltes curses, i només destaca un segon lloc a Mònaco. A partir de la meitat de la temporada va pujar al podi amb assiduïtat, un total set ocasions, tanmateix, només va aconseguir una victòria a Malàisia. Va acabar l'any novament en el tercer lloc de la classificació amb 256 punts, però molt lluny de Mercedes. El seu nou company Max Verstappen també va aconseguir una victòria i va col·laborar a fer que l'equip tornés al segon lloc en el campionat de constructors.
Va començar la temporada 2017 amb forces problemes fins a la cinquena cursa, quan va encadenar cinc podis consecutius, entre ells la victòria a Azerbaidjan. Tanmateix aquí es va acabar la bona ratxa, ja que en la resta de l'any només va aconseguir quatre podis més, tants com retirades. Gran part de la temporada va estar en la quarta posició de la classificació però un mal final de temporada el van condemnar al cinquè lloc final, darrere dels dos Mercedes i dels dos Ferrari. Va acabar novament davant del seu company Verstappen però a menys distància.
Va iniciar l'any 2018 de forma molt desigual, amb dues victòries i dues retirades en les primeres sis curses. Va guanyar a la Xina i Mònaco, i la retirada a Azerbaidjan es va produir per una topada amb el seu company d'equip mentre lluitaven pel quart lloc. A meitat de temporada, veient que l'equip seguia estacant durant anys i no aconseguien anivellar-se amb Mercedes i Ferrari, Ricciardo va anunciar que a final d'any abandonaria l'equip per fitxar per Renault Sport Formula One Team. Des d'aquest anunci, el rendiment del seu cotxe va ser molt decebedor, no va tornar a trepitjar el podi i va igualar el seu pitjor nombre de retirades amb vuit. Per contra, el seu company Verstappen va aconseguir els seus millors resultats encadenant cinc podis consecutius, un d'ells amb victòria. Va acabar l'any en el sisè lloc de la classificació a molts punts de distància dels principals rival, inclòs el seu company.

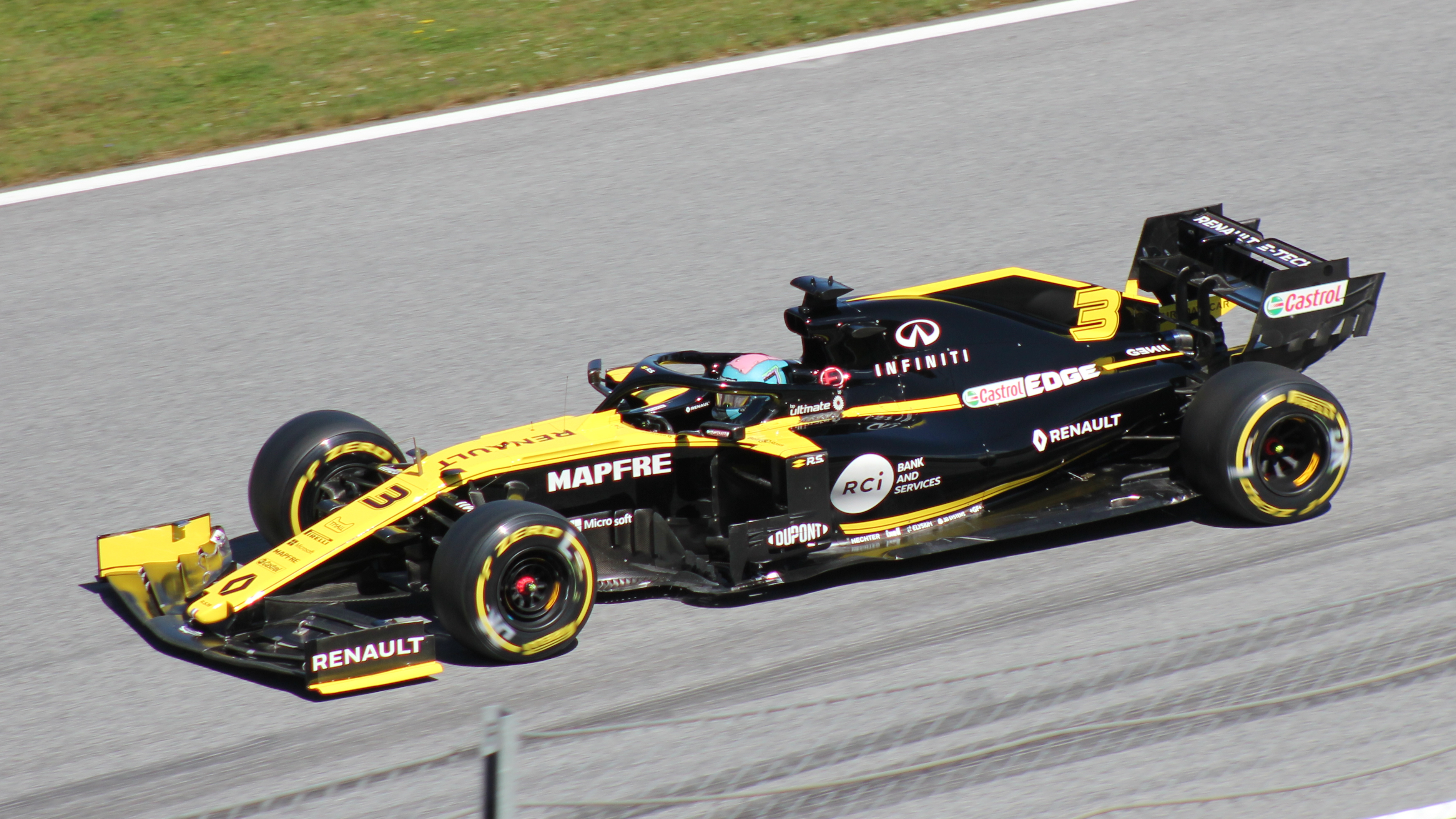
Ricciardo amb la Renault R.S.19 a Àustria'19.

#### Renault Sport (2019-2020)
En agost del 2018, Ricciardo va anunciar que aniria a Renault Sport amb un contracte de dos anys. En la temporada 2019, correrà junt amb el seu company d'equip Nico Hulkenberg, debuteix a l'escuderia francesa la seva terra natal amb abandonament a causa dels danys del cotxe. En les primeres curses, va abandonar per problemes de col·lisió i danys al cotxe. Seu millor resultat va ser el quart lloc del GP d'Itàlia i el cinquè lloc de Hulkenberg, sent el millor resultat també de Renault de l'any. Aquesta temporada, Ricciardo va acabar novè amb 54 punts, per davant del seu company d'equip, Nico Hulkenberg que sortirà de la escuderia.
El 2020, correrà amb el seu nou company, el francès Esteban Ocon, ex-pilot de Force India i ex-reserva da Mercedes.

## Historial a la Formula 1
| Any   | Equip                        | Xassís          | Motor                                  | 1           | 2           | 3           | 4           | 5           | 6 !         | 7           | 8           | 9       | 10     | 11      | 12      | 13      | 14      | 15      | 16      | 17      | 18      | 19      | 20      | 21      | 22     | Pos. | Punts |
| ----- | ---------------------------- | --------------- | -------------------------------------- | ----------- | ----------- | ----------- | ----------- | ----------- | ----------- | ----------- | ----------- | ------- | ------ | ------- | ------- | ------- | ------- | ------- | ------- | ------- | ------- | ------- | ------- | ------- | ------ | ---- | ----- |
| 2011  | Scuderia Toro Rosso          | Toro Rosso STR6 | Ferrari 056 2.4 V8                     | AUS P. Res. | MYS P. Res. | CHN P. Res. | TUR P. Res. | ESP P. Res. | MON P. Res. | CAN P. Res. | EUR P. Res. |         |        |         |         |         |         |         |         |         |         |         |         |         |        | 27è  | 0     |
| 2011  | HRT F1 Team                  | Hispania F111   | Cosworth CA2011 V8                     |             |             |             |             |             |             |             |             | GBR 19  | GER 19 | HUN 18  | BEL Ret | ITA Nc  | SIN 19  | JPN 22  | KOR 19  | IND 18  | ABU Ret | BRA 20  |         |         |        | 27è  | 0     |
| 2012  | Scuderia Toro Rosso          | Toro Rosso STR7 | Ferrari 056 2.4 V8                     | AUS 9       | MYS 12      | CHN 17      | BHR 15      | ESP 13      | MON Ret     | CAN 14      | EUR 11      | GBR 13  | GER 13 | HUN 15  | BEL 9   | ITA 12  | SIN 9   | JPN 10  | KOR 9   | IND 13  | ABU 10  | USA 12  | BRA 13  |         |        | 18è  | 10    |
| 2013  | Scuderia Toro Rosso          | Toro Rosso STR8 | Ferrari 056 2.4 V8                     | AUS Ret     | MYS 18      | CHN 7       | BHR 16      | ESP 10      | MON Ret     | CAN 15      | GBR 8       | GER 12  | HUN 13 | BEL 10  | ITA 7   | SIN Ret | KOR 19  | JPN 13  | IND 10  | ABU 16  | USA 11  | BRA 10  |         |         |        | 14è  | 20    |
| 2014  | Infiniti Red Bull Racing     | Red Bull RB10   | Renault Energy F1-2014 1.6 V6 t        | AUS DSQ     | MYS Ret     | BHR 4       | CHN 4       | ESP 3       | MON 3       | CAN 1       | AUT 8       | GBR 3   | GER 6  | HUN 1   | BEL 1   | ITA 5   | SIN 3   | JPN 4   | RUS 7   | USA 3   | BRA Ret | ABU 4   |         |         |        | 3r   | 238   |
| 2015  | Infiniti Red Bull Racing     | Red Bull RB11   | Renault Energy F1-2015 1.6 V6 t        | AUS 6       | MYS 10      | CHN 9       | BHR 6       | ESP 7       | MON 5       | CAN 13      | AUT 10      | GBR Ret | HUN 3  | BEL Ret | ITA 8   | SIN 2   | JPN 15  | RUS 15  | USA 10  | MEX 5   | BRA 11  | ABU 6   |         |         |        | 8è   | 92    |
| 2016  | Red Bull Racing              | Red Bull RB12   | TAG Heuer 1.6 V6 t                     | AUS 4       | BHR 4       | CHN 4       | RUS 11      | ESP 4       | MON 2       | CAN 7       | EUR 7       | AUT 5   | GBR 4  | HUN 3   | GER 2   | BEL 2   | ITA 5   | SIN 2   | MYS 1   | JPN 6   | USA 3   | MEX 3   | BRA 8   | ABU 5   |        | 3r   | 256   |
| 2017  | Red Bull Racing              | Red Bull RB13   | TAG Heuer 1.6 V6 t                     | AUS Ret     | CHN 4       | BHR 5       | RUS Ret     | ESP 3       | MON 3       | CAN 3       | AZE 1       | AUT 3   | GBR 5  | HUN Ret | BEL 3   | ITA 4   | SIN 2   | MYS 3   | JPN 3   | USA Ret | MEX Ret | BRA 6   | ABU Ret |         |        | 5è   | 200   |
| 2018  | Aston Martin Red Bull Racing | Red Bull RB14   | TAG Heuer 1.6 V6 t                     | AUS 4       | BHR Ret     | CHN 1       | AZE Ret     | ESP 5       | MON 1       | CAN 4       | FRA 4       | AUT Ret | GBR 5  | GER Ret | HUN 4   | BEL Ret | ITA Ret | SIN 6   | RUS 6   | JPN 4   | USA Ret | MEX Ret | BRA 4   | ABU 4   |        | 6è   | 170   |
| 2019  | Renault F1 Team              | Renault R.S.19  | Renault E-Tech 19 1.6 V6 t             | AUS Ret     | BHR 18†     | CHN 7       | AZE Ret     | ESP 12      | MON 9       | CAN 6       | FRA 11      | AUT 12  | GBR 7  | GER Ret | HUN 14  | BEL 14  | ITA 4   | SIN 14  | RUS Ret | JAP DSQ | MEX 8   | USA 6   | BRA 6   | ABU 14  |        | 8è   | 54    |
| 2020  | Renault DP World F1 Team     | Renault R.S.20  | Renault E-Tech 20 1.6 V6 t             | AUS CC      | AUT Ret     | STY 8       | HUN 8       | GBR 4       | 70A 14      | ESP 11      | BEL 4       | ITA 6   | TSC 4  | RUS 5   | EIF 3   | POR 9   | EMR 3   | TUR 10  | BHR 7   | SHK 5   | ABU 8   |         |         |         |        | 5è   | 181   |
| 2021  | McLaren F1 Team              | McLaren MCL35M  | Mercedes M12 E Performance 1.6 V6 t    | BHR 7       | EMR 6       | POR 9       | ESP 6       | MON 12      | AZE 9       | FRA 6       | STY 13      | AUT 7   | GBR 5  | HUN 11  | BEL 4   | PBA 11  | ITA 1   | RUS 4   | TUR 13  | USA 5   | CMX 12  | SAO Ret | QAT 12  | KSA 5   | ABU 12 | 8è   | 115   |
| 2022  | McLaren F1 Team              | McLaren MCL36   | Mercedes F1 M13 E Performance 1.6 V6 t | BHR 14      | KSA Ret     | AUS 6       | EMR 18      | MIA 13      | ESP 12      | MON 13      | AZE 8       | CAN 11  | GBR 13 | AUT 9   | FRA 9   | HUN 15  | BEL 15  | PBA 17  | ITA Ret | SIN 5   | JAP 11  | USA 16  | CMX 7   | SAO Ret | ABU 9  | 11è  | 37    |
| 2023  | Scuderia AlphaTauri          | AlphaTauri AT04 | Honda RBPTH001 1.6 V6 t                | BHR         | KSA         | AUS         | AZE         | MIA         | MON         | ESP         | CAN         | AUT     | GBR    | HUN 13  | BEL 15  | PBA Les | ITA Les | SIN Les | JAP Les | QAT Les | USA     | CMX     | SAO     | LAV     | ABU    | 22è* | 0*    |
| 2024  | RB Formula One Team          |                 |                                        |             |             |             |             |             |             |             |             |         |        |         |         |         |         |         |         |         |         |         |         |         |        |      |       |
| Font: |                              |                 |                                        |             |             |             |             |             |             |             |             |         |        |         |         |         |         |         |         |         |         |         |         |         |        |      |       |

* Sessió en curs.
La negreta indica pole position
La cursiva indica volta ràpida.